# Торонто Аргонавтс
«Торонто Аргонавтс» (англ. Toronto Argonauts) — профессиональная команда, играющая в канадский футбол, и выступающая в Восточном дивизионе Канадской футбольной лиги. Клуб базируется в городе Торонто, Онтарио, Канада. Клуб был основан в 1873 году гребным клубом «Торонто Аргонавтс» и является старейшей из ныне существующих профессиональных спортивных команд Северной Америки, до сих пор использующих своё первоначальное название. Клубы «Чикаго Кабс» (1870) и «Атланта Брэйвз» (1871) из Главной лиги бейсбола были основаны раньше «Аргонавтс», однако они несколько раз меняли своё название, а «Брэйвз» также город. Домашние матчи проводит на стадионе — «Роджерс Центр», открытом в 1989 году. До этого команда проводила свои матчи на «Exhibition Stadium» с 1959 по 1988 года, а до этого на «Varsity Stadium» в кампусе Торонтского университета.
«Торонто Аргонавтс» являются рекордсменами КФЛ по количеству выигранных Кубков Грея — 15 раз, последний из которых они завоевали в 2004 году. Команда также выходила в финал кубка 21 раз и ей принадлежит рекорд по проценту успешных выступлений в финале — 71,4 %.